# Ion Gutzulescu
Ion Gutzulescu este un deputat român în legislatura 1990-1992 începând de la data de 3 septembrie 1992, ales în municipiul București pe listele partidului PNL. Deputatul Ion Gutzulescu l-a  înlocuit pe deputatul Sorin-Mircea Bottez.